# Circuito das Américas
O Circuito das Américas (nome original: Circuit of the Americas) é um autódromo localizado na cidade de Austin, Texas. Recebe o Grande Prémio dos Estados Unidos de Formula 1 desde 2012 que não se realizava desde 2007 (nesse ano realizado em Indianapolis).
Na temporada de 2013 recebeu pela primeira vez diversas provas a contar para o Campeonato Mundial de Endurance da FIA, American Le Mans Series, Rolex Sports Car Series ou MotoGP.

## História

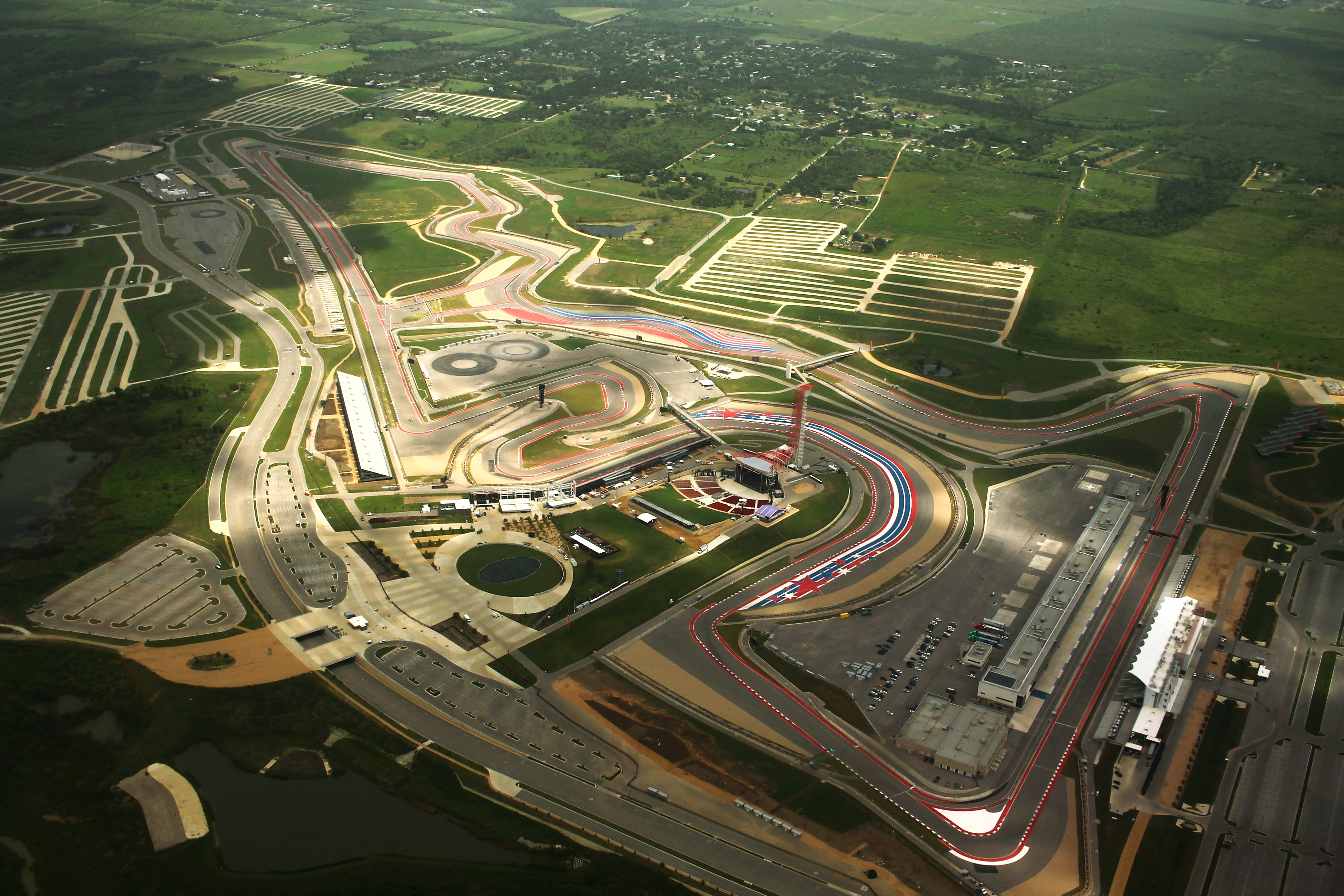
Vista aérea do circuito

O circuito e o Grande Prémio foram propostos pela primeira vez em meados de 2010. O circuito foi o primeiro nos Estados Unidos a ser propositadamente construído para a Fórmula 1. O traçado foi concebido pelo promotor Tavo Hellmund e Campeão do Mundo de MotoGP em 1993, Kevin Schwantz, com a ajuda do arquitecto alemão e designer de circuitos Hermann Tilke (que também desenhou os circuitos de Sepang, Xangai, Yas Marina, Istambul, Barém, Yeongam, e Nova Déli, bem como a remodelação de Hockenheimring e Fuji. O Grand Plaza, Torre de Observação, Torre Anfiteatro, e arquibancada principal foram projectados por empresa de arquitectura Miró Rivera Architects, baseada em Austin.

### Fórmula 1

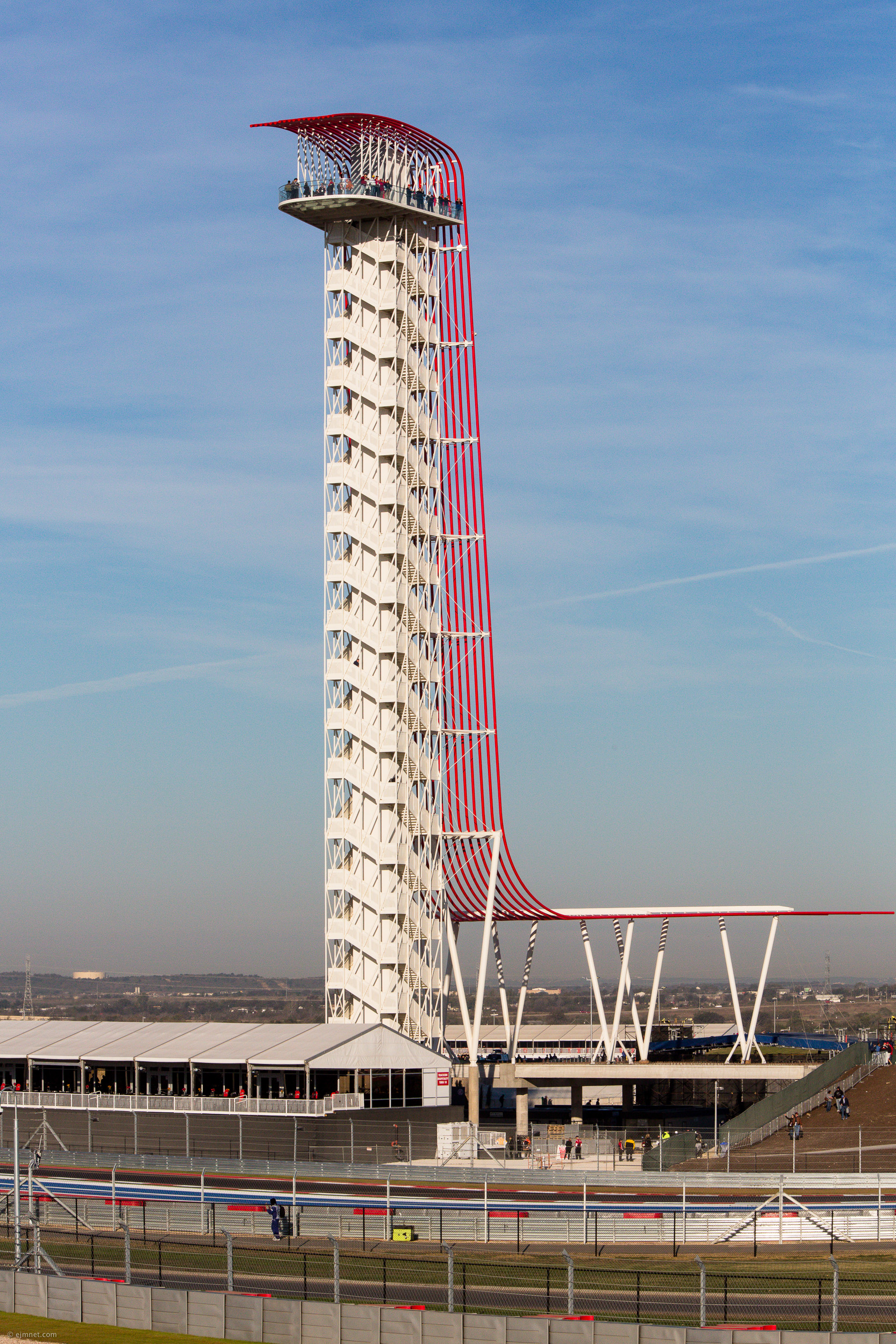
Torre de Observação do Circuito das Américas

Inicialmente, quando o calendário de 2012 foi revelado, o Grande Prêmio estava previsto para 17 de junho, inscrito num calendário com 21 provas marcadas. Contudo, 21 provas provocariam uma temporada muito extensa e, de todas essas provas, a FIA anunciou que umas delas não seria realizada, na altura em que o calendário fora anunciado. Entretanto, decidiu-se que o Grande Prémio da Turquia não seria realizado, e então reorganizou-se  provisoriamente o calendário e o Grande Prêmio dos Estados Unidos, que seria realizado entre o Grande Prêmio do Canadá e o Grande Prêmio da Europa, foi adiado para o dia 18 de novembro, acolhendo a penúltima corrida do ano, de forma a dar mais tempo para conclusão da construção da pista (começada em 2011) e evitar um cancelamento do Grande Prémio.
Entretanto, com esta reorganização, muitos Grandes Prémios ficaram concentrados na fase final do campeonato, por isso, as equipas pediram um novo calendário. Com esta situação, os organizadores do Grande Prêmio da Turquia tentaram que o seu circuito voltasse ao calendário, mas não conseguiram chegar a um acordo e quando saiu o calendário definitivo, o Grande Prêmio do Barém, que antecederia o Grande Prémio dos EUA, passou para a data do Grande Prêmio da Turquia e a FIA aproveitou a ocasião para anunciar que Austin ficaria na Formula 1 durante 10 anos.

### IndyCar Series
A IndyCar começou os testes de pré-temporada no circuito em fevereiro se 2019, tendo sua primeira corrida em março do mesmo ano substituindo o circuito de Phoenix após negociações com o Texas Motor Speedway que impedia a realização de outra corrida da categoria no Texas, a primeira corrida da categoria no autódromo foi vencida por Colton Herta, a corrida de 2020 foi cancelada devido a pandemia de COVID-19, a partir de 2021 o circuito ficou fora do calendário.

### NASCAR

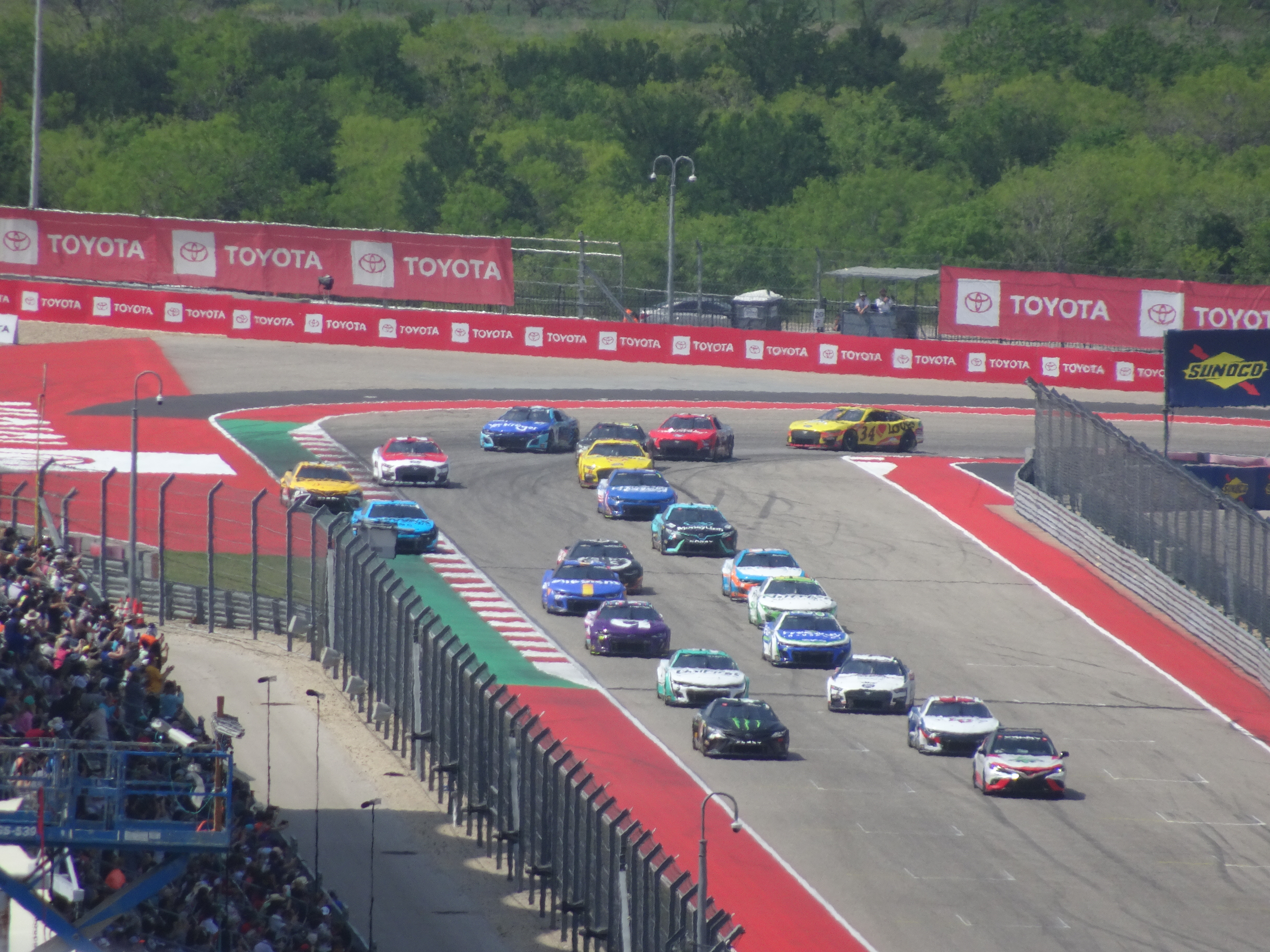
Corrida da NASCAR Cup Series no circuito.

A primeira corrida da NASCAR no circuito foi no ano de 2021 com as três principais categorias correndo no mesmo final de semana que foi caracterizado por fortes chuvas , fazendo inclusive que a corrida da Cup Series fosse finalizada prematuramente com a vitória de Chase Elliott,visibility. desde então o circuito faz parte do calendário da NASCAR.

## Vencedores em Austin[3]
| Ano                       | Piloto           | Construtor          | Resumo   |
| ------------------------- | ---------------- | ------------------- | -------- |
| 2024                      | Charles Leclerc  | Ferrari             | Detalhes |
| 2023                      | Max Verstappen   | Red Bull-Honda RBPT | Detalhes |
| 2022                      | Max Verstappen   | Red Bull-RBPT       | Detalhes |
| 2021                      | Max Verstappen   | Red Bull-Honda      | Detalhes |
| Corrida cancelada em 2020 |                  |                     |          |
| 2019                      | Valtteri Bottas  | Mercedes            | Detalhes |
| 2018                      | Kimi Raikkonen   | Ferrari             | Detalhes |
| 2017                      | Lewis Hamilton   | Mercedes            | Detalhes |
| 2016                      | Lewis Hamilton   | Mercedes            | Detalhes |
| 2015                      | Lewis Hamilton   | Mercedes            | Detalhes |
| 2014                      | Lewis Hamilton   | Mercedes            | Detalhes |
| 2013                      | Sebastian Vettel | Red Bull-Renault    | Detalhes |
| 2012                      | Lewis Hamilton   | McLaren-Mercedes    | Detalhes |

### Por pilotos, equipes e países que mais venceram1
|          |                  |                              |
| Vitórias | Pilotos          | Edições                      |
| 5        | Lewis Hamilton   | 2012, 2014, 2015, 2016, 2017 |
| 3        | Max Verstappen   | 2021, 2022, 2023             |
| 1        | Sebastian Vettel | 2013                         |
| 1        | Kimi Raikkonen   | 2018                         |
| 1        | Valtteri Bottas  | 2019                         |
| 1        | Charles Leclerc  | 2024                         |

|          |            |                              |
| Vitórias | Construtor | Edições                      |
| 5        | Mercedes   | 2014, 2015, 2016, 2017, 2019 |
| 4        | Red Bull   | 2013, 2021, 2022, 2023       |
| 2        | Ferrari    | 2018, 2024                   |
| 1        | McLaren    | 2012                         |

|          |               |                              |
| Vitórias | País          | Edições                      |
| 5        | Reino Unido   | 2012, 2014, 2015, 2016, 2017 |
| 3        | Países Baixos | 2021, 2022, 2023             |
| 2        | Finlândia     | 2018, 2019                   |
| 1        | Alemanha      | 2013                         |
| 1        | Mónaco        | 2024                         |

↑1  (Última atualização: GP dos Estados Unidos de 2024)

## Recordes em Austin
|                       | Piloto          | Chassi/Motor              | Tempo        | Extensão | Ano  |
| --------------------- | --------------- | ------------------------- | ------------ | -------- | ---- |
| Pole Position         | Valtteri Bottas | Mercedes V6 Turbo Híbrido | 1min 32s 029 | 5.513 km | 2019 |
| Melhor Volta na Prova | Charles Leclerc | Ferrari V6 Turbo Híbrido  | 1min 36s 069 | 5.513 km | 2019 |